# گیتا جدید
گیتا جدید (به تامیلی: Pudhiya Geethai) فیلمی محصول سال ۲۰۰۳ و به کارگردانی کی. پی جاگان است. در این فیلم بازیگرانی همچون ویجای، میرا جازمین، آمیشا پاتل، کالاباوان مانی، کاروناس، سارات بابو، نثار، کاسیناتونی ویسوانت و راغوا لارنس ایفای نقش کرده‌اند.